# János Váradi

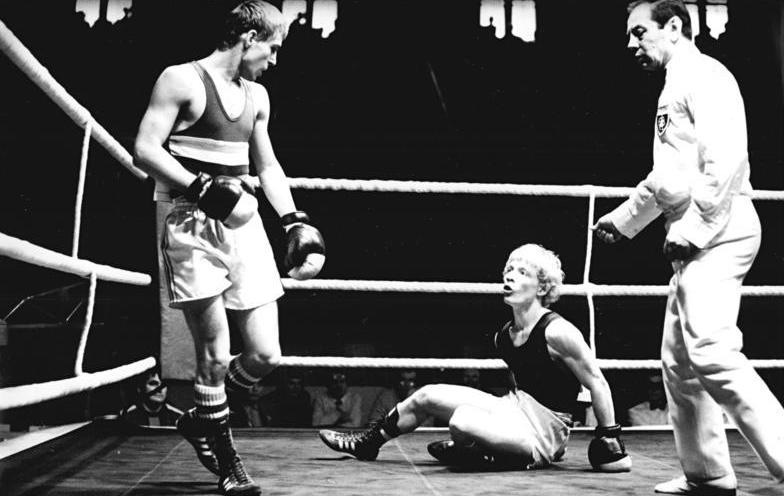
János Váradi (links) gegen Klaus-Dieter Kirchstein, 1979

János Váradi (* 28. Februar 1961 in Kemecse, Szabolcs-Szatmár-Bereg) ist ein ehemaliger ungarischer Boxer. Váradi war Bronzemedaillengewinner der Olympischen Spiele 1980 und der Weltmeisterschaften 1986 und Silbermedaillengewinner der Europameisterschaften 1983, 1987 und 1989.

## Karriere
Im Juniorenbereich (U19) war Váradi Bronzemedaillengewinner der Weltmeisterschaften 1979 und Europameister 1980.
Bei den Olympischen Spielen 1980 in Moskau erreichte Váradi nach Siegen über Rabiraj Thapa, Nepal (RSC 1.), und Daniel Radu, Rumänien (4:1), das Halbfinale im Fliegengewicht (-51 kg). In diesem stand ihm der spätere Silbermedaillengewinner Wiktor Miroschnitschenko, Sowjetunion, gegenüber, dem er mit 4:1 Richterstimmen unterlag und somit mit einer Bronzemedaille aus dem Turnier ausschied.
1981 schied er bei den Europameisterschaften bereits im Viertelfinale aus, 1983 erreichte er jedoch das Finale, welches er gegen Petar Lessow, Bulgarien (5:0), verlor. 1984 startete Váradi aufgrund des Olympiaboykotts seines Landes bei den Wettkämpfen der Freundschaft in Havanna und errang eine Bronzemedaille.
1985 scheiterte er bei den Europameisterschaften im Viertelfinale, bei den Weltmeisterschaften im Jahr darauf erreichte er dagegen das Halbfinale, welches er gegen Pedro Orlando Reyes, Kuba (4:1), verlor. Bei den Europameisterschaften 1987 erkämpfte sich Váradi wiederum eine Silbermedaille. Im Finale verlor er gegen Andreas Tews, DDR (5:0). Gegen diesen schied er auch bei den Olympischen Spielen 1988 im Achtelfinale aus.
Seine letzte internationale Medaille gewann Váradi 1989 bei den Europameisterschaften. Nachdem er das Finale erreicht hatte, verlor er in diesem vorzeitig gegen Juri Arbatschakow, Sowjetunion (RSC 3.). Die Weltmeisterschaften im selben Jahr endeten für ihn bereits im Achtelfinale gegen Arbatschakow.
1990 wurde Váradi Profi. Er beendete seine Karriere bereits 1991 nach fünf Kämpfen wieder, ohne einen Titel errungen zu haben.